# Las Cabras
Las Cabras é uma comuna da província de Cachapoal, localizada na Região de O'Higgins, Chile. Possui uma área de 749,2 km² e uma população de 20.242 habitantes (2002).